# Pulitzer-Preis 2018
Der Pulitzer-Preis 2018 war die 102. Verleihung des renommierten US-amerikanischen Literaturpreises. Die Bekanntgabe der Preisträger fand am 16. April 2018 statt. Es wurden Preise in 21 Kategorien im Bereich Journalismus und dem Bereich Literatur, Theater und Musik vergeben. Mit der Auszeichnung von Kendrick Lamar in der Kategorie Musik wurde erstmals ein Rapper geehrt.
Die Jury bestand aus 18 Personen unter dem Vorsitz von Eugene Robinson von der Washington Post.

## Preisträger
| Kategorie                                                  | Preisträger | Begründung |
| ---------------------------------------------------------- | --- | --- |
| Dienst an der Öffentlichkeit (Public Service)              | The New York Times, für die Berichterstattung unter Leitung von Jodi Kantor und Megan Twohey und The New Yorker für die Berichterstattung von Ronan Farrow | Preis verliehen für die Berichterstattung über die sexuelle Belästigung von Frauen, unter anderem auch in Hollywood.                                                               |
| Aktuelle Berichterstattung (Breaking News Reporting)       | Mitarbeiter von The Press Democrat | Preis verliehen für die Berichterstattung über Waldbrände in Santa Rosa und dem Sonoma County.                                                                                     |
| Investigativer Journalismus (Investigative Reporting)      | Mitarbeiter der Washington Post | Preis verliehen für die Berichterstattung über einen Senatskandidaten in Alabama, der mutmaßlich eine Teenagerin sexuell belästigt hat und dies vertuschen wollte.                 |
| Hintergrundberichterstattung (Explanatory Reporting)       | Mitarbeiter von The Arizona Republic und USA Today Network                                                                                                 | Preis verliehen für die multimediale Berichterstattung zu den Schwierigkeiten und Folgen der von Präsident Trump beabsichtigten Mauer an der US-amerikanisch-mexikanischen Grenze. |
| Lokale Berichterstattung (Local Reporting)                 | Mitarbeiter des Cincinnati Enquirer | Preis verliehen für die Berichte und das Video zur Heroin-Epidemie in Cincinnati.                                                                                                  |
| Berichterstattung im Inland (National Reporting)           | Mitarbeiter der New York Times und der Washington Post | Preis verliehen für Berichterstattung über die Einmischung und Einflussnahme Russlands auf den Wahlkampf zur Präsidentschaft 2016.                                                 |
| Auslandsberichterstattung (International Reporting)        | Clare Baldwin, Andrew R.C. Marshall und Manuel Mogato, Reuters                                                                                             | Preis verliehen für die Berichte über Tötungen im, vom philippinischen Präsidenten Rodrigo Duterte ausgerufenen Krieg gegen die Drogen auf den Philippinen.                        |
| Feature Writing (Feature Writing)                          | Rachel Kaadzi Ghansah, freie Journalistin, GQ | Preis verliehen für das Porträt von Dylann Roof. |
| Kommentar (Commentary)                                     | John Archibald, Alabama Media Group | Preis verliehen für die Kommentare die korrupte Politiker hinterfragen. |
| Kritik (Criticism)                                         | Jerry Saltz, New York Magazine | Preis verliehen für ein Werk, das eine gewagte Perspektive auf die Bildende Kunst in den USA wirft.                                                                                |
| Leitartikel (Editorial Writing)                            | Andie Dominick, The Des Moines Register | Preis verliehen für einen Leitartikel der Folgen der Privatisierung von Medicaid für die ländliche Bevölkerung von Iowa anprangert.                                                |
| Karikatur (Editorial Cartooning)                           | Jake Halpern, freier Autor und Michael Sloan, freier Cartoonzeichner, The New York Times                                                                   | Preis verliehen für eine Cartoonreihe, die die Angst einer Flüchtlingsfamilie vor der Abschiebung darstellt.                                                                       |
| Aktuelle Fotoberichterstattung (Breaking News Photography) | Ryan Kelly, The Daily Progress | Preis verliehen für eine Fotografie, die während den Rassenunruhen in Charlottesville entstanden war.                                                                              |
| Feature-Fotoberichterstattung (Feature Photography)        | Mitarbeiter von Reuters | Preis verliehen für Fotos, die Rohingya auf der Flucht aus Myanmar zeigen. |

| Kategorie                                                   | Preisträger                                                                    |
| ----------------------------------------------------------- | ------------------------------------------------------------------------------ |
| Belletristik (Fiction)                                      | Less von Andrew Sean Greer                                                     |
| Theater (Drama)                                             | Cost of Living von Martyna Majok                                               |
| Geschichte (History)                                        | The Gulf: The Making of an American Sea von Jack E. Davis                      |
| Biographie oder Autobiographie (Biography or Autobiography) | Prairie Fires: The American Dreams of Laura Ingalls Wilder von Caroline Fraser |
| Dichtung (Poetry)                                           | Half-light: Collected Poems 1965-2016 von Frank Bidart                         |
| Sachbuch (General Nonfiction)                               | Locking Up Our Own: Crime and Punishment in Black America von James Forman Jr. |
| Musik (Music)                                               | DAMN. von Kendrick Lamar                                                       |